# Jacques Marlaud
Pour les articles homonymes, voir Marlaud.
Jacques Marlaud, né le 4 décembre 1944 à Alger et mort le 15 août 2014 à Roanne, est un essayiste et journaliste français engagé à l'extrême droite.

## Biographie
Ancien militant de la Fédération des étudiants nationalistes et d’Europe-Action (1962-1965), ancien correspondant de la revue Nouvelle École à Johannesbourg (Afrique du Sud) où il fut journaliste pendant une quinzaine d’années, Jacques Marlaud était depuis 1987 maître de conférences en sciences de l'information et de la communication à l'Université Lyon III, où il a appartenu à l'Institut d'études indo-européennes.
Son mémoire de M.A., Nietzsche, decadence and superhumanism (Pretoria, 1982) et sa thèse littéraire soutenue en 1984 à Port Elizabeth, publiée à Paris en 1986 sous le titre Le Renouveau païen dans la pensée française, consacrée entre autres à Henry de Montherlant, Pierre Gripari, Jean Cau (qui préface l'ouvrage) et Louis Pauwels, le placent d'emblée parmi les auteurs de la Nouvelle Droite aux côtés d'Alain de Benoist.
De 1987 à 1991, succédant au professeur Jean Varenne, il préside le GRECE et dirige la revue Études et Recherches.
À son initiative, l'association insiste publiquement sur ce qui sépare la vocation métapolitique de la Nouvelle Droite de l'activisme politique de l'« extrême droite » (droit de réponse à Jean Daniel, Le Nouvel Observateur, 17 mai 1990).
En 1999, il signe pour s'opposer à la guerre en Serbie la pétition « Les Européens veulent la paix », initiée par le collectif Non à la guerre.
En 1994, dans un article publié par la revue étudiante du Front national Nouvelle Université (n° 4, avril-mai 1994, repris dans son livre Interpellations. Questionnements métapolitiques), Il fait savoir que, sans rien renier de son passé, il ne se définit plus comme un « nationaliste », car « « le combat d'aujourd'hui ne peut se réduire à l'affrontement de la conscience nationale et de sa négation par un ennemi extérieur ou intérieur [...] Pour le dire autrement, l'« identité » d'un grand peuple conscient de son héritage se défend plus efficacement sur la longue durée au niveau poétique qu'au niveau épidermique. »
En 1999, il fonde, avec une équipe de rédacteurs, la revue L'Esprit européen, éditée jusqu'en 2005 (la version papier, disparue, se prolonge par un site internet régulièrement mis à jour).
Plusieurs dizaines de ses articles publiés, entre autres, dans les revues Études et Recherches, Junges Forum (Hambourg), Éléments, Nouvelle École, Krisis et les Écrits de Paris, sont en partie repris dans son livre Interpellations. Questionnements métapolitiques (2004). Ils portent sur les domaines de la métapolitique, de la géopolitique internationale et de la désinformation médiatique, qui font l'objet de ses enseignements, ainsi que sur la philosophie politique, notamment la question religieuse et la pensée écologique.
Jacques Marlaud et son épouse, Ursula Marlaud (née Klampermeier à Hambourg), ont eu huit enfants. Il meurt à Roanne le 15 août 2014.

## Œuvres
- Nietzsche, decadence and superhumanism, Unisa, Pretoria, 1982.
- Le Renouveau païen dans la pensée française, Le Labyrinthe, Paris, 1986. Ouvrage réédité par L'Æncre, Paris, 2010.
- Comprendre le bombardement de New York. Contre-enquête, Cosmogone, Lyon, 2001.
- Interpellations. Questionnements métapolitiques, Dualpha, Paris, 2004.
- La patrie, l'Europe et le monde (présentation), Dualpha, Paris, 2009.
- Gripari (en collaboration avec Anne-Martin Conrad), Pardès, collection Qui suis-je?, Paris, 2010.